# Simion Movilă
Simion (Simon) Movila (romunsko Simion Movilă) je bil bojar iz družine  Movileşti, ki je  v Vlaški vladal od leta 1600-1601 in 1602 in v Moldaviji od 10. julija 1606 – 24. septembra  1607,  * ni znano , † 14. september 1607.
Bil je vnuk moldavskega vojvode Petra IV. Rareša,  brat moldavskega vojvode Jeremija Movile in oče Petra Movile, ki je bil metropolit Kijeva, Haliča in od leta 1633 do svoje smrti cele Rusije. Ruska, Romunska in Poljska pravoslavna cerkev ga častijo kot svetnika. 

## Vira
- J. Demel.  Historia Rumunii, Wrocław, 1970.
- История Молдовы. Кишинёв: Tipografia Centrală, 2002. — ISBN 9975-9504-1-8.

| Simion Movilă Dinastija Movileşti Rojen: ni znano Umrl: 14. september 1607 |                          |                          |
| Vladarski nazivi                                                           |                          |                          |
| Predhodnik: Mihael Hrabri                                                  | Knez Vlaške 1600–1601    | Naslednik: Radu Mihnea   |
| Predhodnik: Radu Mihnea                                                    | Knez Vlaške 1601-1602    | Naslednik: Radu Şerban   |
| Predhodnik: Jeremij Movilă                                                 | Knez Moldavije 1606-1607 | Naslednik: Mihail Movilă |
| Opombe in reference                                                        |                          |                          |
|                                                                            |                          |                          |